# Louis Houbiers
Ludovicus Hubertus Wilhelmus (Louis) Houbiers (Eijsden, 25 augustus 1849 – Simpelveld, 28 maart 1928) was een Nederlandse politicus.
Houbiers was landbouwer en vanaf 1905 burgemeester van Simpelveld. Na zijn aftreden als burgemeester werd hij door zijn zoon Joseph Houbiers in 1923 opgevolgd.
Houbiers was in 1908 betrokken bij de oprichting van de plaatselijke Boerenleenbank (voorganger van de huidige Rabobank), samen met pastoor Zaunbrechers en toenmalig schoolhoofd P.J. Jongen. Tot die tijd durfden men in Simpelveld nog niet tot een oprichting van deze bank. Naar deze drie pioniers is in Simpelveld een straat vernoemd, waaronder de Houbiersstraat.
Rond 1880 vestigde Houbiers zich op hof Bulkum (Bulkumshof), het oude woonhuis van J.W. Brand, tussen 1817 en 1875 burgemeester van Simpelveld. Diens zoon Frederik Brand stichtte in 1871 de Brands Bierbrouwerij in Wijlre.
In het najaar van 1882 stond Houbiers met enkele andere personen uit Simpelveld aan de wieg van de Harmonie "St. Caecilia", Simpelveld.